# 铁碳合金相图
铁碳合金相图是铁-碳二元合金系统的相图。

表示各種相態所需條件的鐵碳合金相圖，其中萊氏體為沃斯田鐵與滲碳體的共熔混合物，珠光體為鐵素體與滲碳體的層狀組織物，而α、β及δ為不同種類的固溶体

在加工完的钢和铸铁中，总会含有一定数量的碳元素，这些碳元素所占的比重决定了钢/铸铁的特性。通过铁碳合金相图，人们可以直观的看出（钢铁）形成过程中的组分变化与碳元素含量、温度间的相互关系。
若需要知道在不同冷卻速率下的微結構，一般會參考恆溫變態圖。
碳是铁碳合金中最重要的合金元素，碳含量小幅的變化也可能會對合金的材質或性質有大的影響。铁碳合金相图可以表達溫度及碳的濃度對鋼鐵的影響，不過沒有其他金屬的資訊。铁碳合金相图可以分為二部份：亞穩定的Fe-Fe3C系統，其中的碳已和鐵鍵結，以及穩定的Fe-C系統，其中碳以石墨的形式存在。铁碳合金相图一般會包括這兩個系統，不過Fe-Fe3C系統用到的比較多。

## 铁碳合金相图中的代表性區域

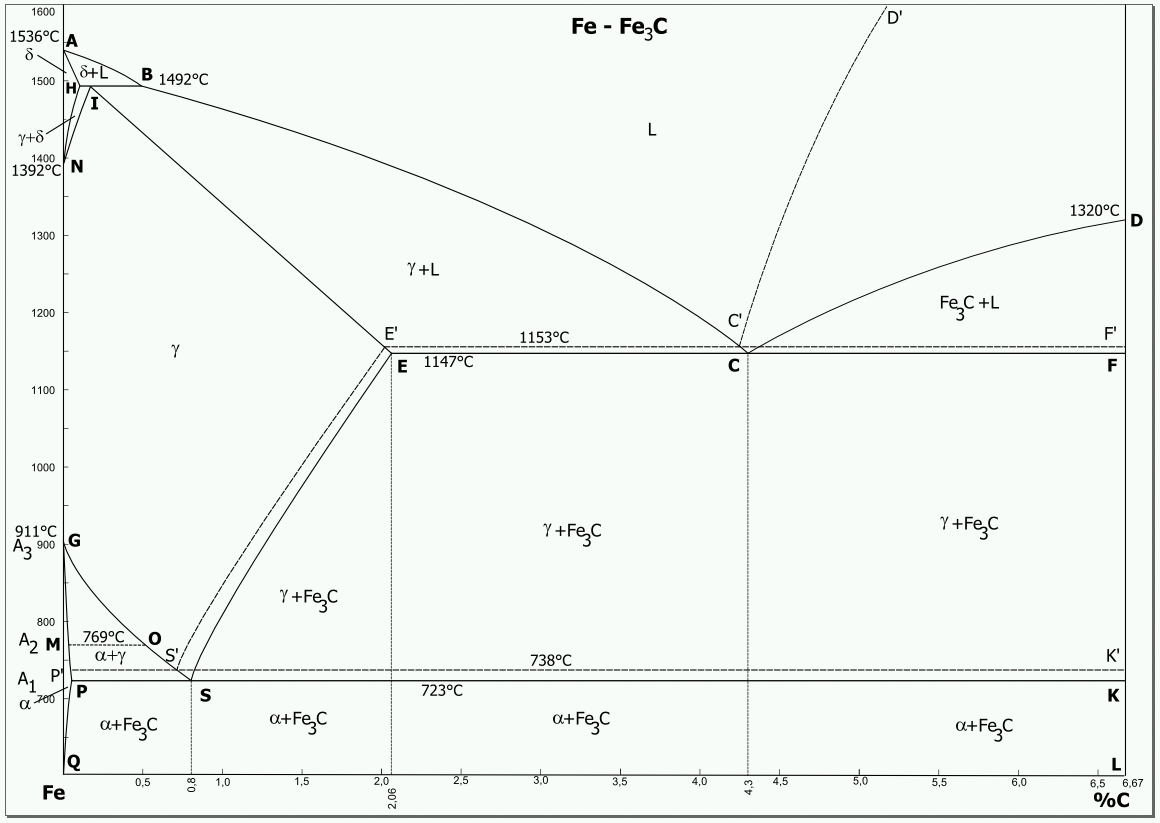
铁碳合金相图

相图中的X軸是碳的含量，Y軸是溫度。圖中只標示一般比較常用到的部份，也就是碳含量在0%到6.67%的區域（只有少量合金的含量高過此值），碳含量6.67%約對應100%的碳化三铁。相图中代表性的位置用英文字母表示，有些標示方式會省略英文字母I，改用字母J表示。
其中折線ABCD是液相線，在液相線以上的部份為液體。折線AHIECF為固相線，低於固相線的部份為固體。在液相線和固相線之間的是糊状、部份熔化的區域，其中包括δ铁、γ铁和碳化三铁（Fe3C）．有不同的濃度及比例。若合金冷卻到液相線下時，會漸漸的结晶。
隨著碳含量的不同，铁碳合金中的鐵也會出現不同的同素異形體，像分別由δ铁、γ铁及α铁形成的固溶體，對碳就有不同的溶解度，其原因是不同的晶格結構及晶格常數。像肥粒鐵就是由δ铁或α铁形成的固溶體，而奧氏體則以γ铁為主。

## 大致的分區
- 熔化是指形成液相的铁碳合金，液相線以上均為液相，在液相線和固相線之間的是固相和液相共存。
- δ ：體心立方晶系
- γ 奧氏體：面心立方晶系
- α 肥粒鐵：體心立方晶系
- 石墨（穩定態）或雪明碳鐵（Fe3C，亞穩定系統）

波來鐵和萊氏體不算是特別的相，只是一種相混合狀態（微結構）。波來鐵和萊氏體只會出現在穩定，或是亞穩定的系統中，例如緩慢的冷卻。若是快速冷卻（例如淬火）會形成马氏体，是一種硬脆的結構。以下是在亞穩定的系統中，一些特殊的點、線及現象。
- 點
  - A：（0%/1536°C），B：（0,53%/1492°C），C：（4.3%/1147°C），D：（6.67%/1320°C），E：（2.06%/1147°C）
  - F：（6.67%/1147°C），G：（0%/911°C），H：（0.1%/1493°C），I：（0.16%/1493°C），K：（6.67%/723°C）
  - N：（0%/1392°C），P：（0.022%/723°C），S：（0.8%/723°C），Q：（0.002%/20°C），M：（0%/769°C）
  - S'：（0.69%/738°C），E'：（2.03%/1153°C），C'：（4.25%/1153°C）

- 線
  - 液相線：A-B-C-D，固相線: A-H-I-E-C-F
  - 共晶線：E-C-F，共析線（德语：Eutektoide）：P-S-K，包晶线：H-I-B

- 現象
  - 共晶點：4.3%/1147°C（C點）
  - 共析點（德语：Eutektoid）：0.8%/723°C（S點）
  - 包晶点（德语：Peritektikum）：0.16%/1493°C（I點）

## 金相名稱
以下是各金相的名稱，δ固溶體、γ固溶體及α固溶體分別是指肥粒鐵、奧氏體及肥粒鐵。
| 名稱    | 最高濃度點     | 對應金相 |
| ------- | -------------- | -------- |
| δ固溶體 | 0.10% / 1493°C | 肥粒鐵   |
| γ固溶體 | 2.06% / 1147°C | 奧氏體   |
| α固溶體 | 0.02% / 723°C  | 肥粒鐵   |

鐵碳化合物雪明碳鐵（Fe3C）也是一個相，但和上述鐵和碳混合的相不同，雪明碳鐵是中间相，雪明碳鐵會以三種不同的形式出現，但其化學成份是一樣的。
| 名稱         | 形成方式                 |
| ------------ | ------------------------ |
| 初級雪明碳鐵 | 由液相中直接結晶（CD線） |
| 二級雪明碳鐵 | 從奧氏體變成（ES線）     |
| 三級雪明碳鐵 | 從肥粒鐵變成（PQ線）     |

以下是一些相和相的混合物：
| 名稱      | 組成                         | 存在範圍                       |
| --------- | ---------------------------- | ------------------------------ |
| 波來鐵    | 88% 肥粒鐵，12% 雪明碳鐵     | 0.02% 到 6.67%，T≤723°C        |
| 莱氏體 I  | 51.4% 奧氏體，48.6% 雪明碳鐵 | 2.06% 到 6.67%，723°C≤T≤1147°C |
| 莱氏體 II | 51.4% 波來鐵，48.6% 雪明碳鐵 | 2.06% 到 6.67%，T≤723°C        |

## 等溫過程
铁碳合金相图中有三個等温过程，分別是包晶（線 HIB）、共晶（線 ECF）及共析（線 PSK）。
點 H：δ鐵素體中，最大碳溶解度的點
點 I：包晶 δ+L → γ
當鋼加熱或是冷卻的時候，會出現一些特性不連續變化的情形，主要有以下幾點。
- A1 – 線P-S-K，當碳含量> 0.02 %時，超過723 °C時奧氏體會分解為珠光體。
- A2 – 線M-O，加熱超過769 °C（居里點）時會失去鐵磁性。
- A3 – 線G-O-S，冷卻時會形成含碳量較少的鐵素體，從奧氏體中游離的碳會開始累積，直到溫度到723°C的共晶溫度為止。

## 應用
配合铁碳合金相图，可以清楚的回答一些有關鋼（可鍛的鐵碳合金，碳含量小於2.06%）及鑄鐵（不可鍛的鐵碳合金，碳含量大於2.06%）的特性問題。
- 鋼可以鍛造，因為其成份為均質的奧氏體，而鑄鐵中的碳是以石墨或是萊氏體的形式存在，因此延展性變差，不適合鍛造，而且其相變化是在熔化時突然發生。
- 純鐵的熔點是1536°C；也可以看出鋼及鑄鐵在完全固化（或開始熔化）時的溫度（A-H-I-E線及E-C-F線），鑄鐵開始熔化的最低溫度是在1147°C，這也說明鑄鐵比鋼更容易用在鑄造的應用上。

基於上述原因，铁碳合金相图是在要了解铁碳合金特性時，很重要的工具。